# Castel Giorgio
Castel Giorgio é uma comuna italiana da região da Umbria, província de Terni, com cerca de 2.145 habitantes. Estende-se por uma área de 42 km², tendo uma densidade populacional de 51 hab/km². Faz fronteira com Acquapendente (VT), Bolsena (VT), Castel Viscardo, Orvieto, San Lorenzo Nuovo (VT).

## Demografia
| Variação demográfica do município entre 1861 e 2011                               |
|                                                                                   |
| Fonte: Istituto Nazionale di Statistica (ISTAT) - Elaboração gráfica da Wikipedia |